# С ума сойти!
С ума сойти! — российский научно-фантастический комедийный фильм режиссёра Сергея Кучкова.

## Сюжет
На Землю прилетает инопланетный корабль, с которого высаживается инопланетянка, которой необходимо некие магические кристаллы. Помочь ей берутся директор школы Борис Ильич, учительница истории Элла и учитель химии Юрий.

## В ролях
- Борис Щербаков в роли Бориса Ильича
- Элла Сафари в роли Эллы
- Георгий Николаенко в роли Юрия
- Валерий Фатеев
- Тимофей Сополев в роли падшего
- Михаил Терентьев в роли инквизитора
- Александр Крупников
- Роман Смолин
- Марина Кучкова в роли инопланетянки
- Екатерина Терентьева

## Критика
Кинокритик Евгений Баженов дал фильму средний балл, похвалив игру Бориса Щербакова, попутно отмечая, что создатели во время съемок ушли в «эффект Щербакова» и «забыли про сценарий».